# Sandracottus
Sandracottus là một chi bọ cánh cứng trong họ Dytiscidae.
Chi này được Sharp miêu tả khoa học năm 1882.

## Các loài
Các loài trong chi này gồm:
- Sandracottus angulifer Heller, 1934
- Sandracottus bakewellii (Clark, 1864)
- Sandracottus bizonatus Régimbart, 1899
- Sandracottus chevrolati (Aubé, 1838)
- Sandracottus dejeanii (Aubé, 1838)
- Sandracottus femoralis Heller, 1934
- Sandracottus festivus (Illiger, 1802)
- Sandracottus guerini J.Balfour-Browne, 1939
- Sandracottus insignis (Wehncke, 1876)
- Sandracottus jaechi Wewalka & Vazirani, 1985
- Sandracottus maculatus (Wehncke, 1876)
- Sandracottus manipurensis Vazirani, 1969
- Sandracottus mixtus (Blanchard, 1843)
- Sandracottus nauticus Sharp, 1882
- Sandracottus palawanensis Satô, 1979
- Sandracottus rotundus Sharp, 1882